# Cirera (color)
Cirera és un color intens vermell púrpura. Pren el nom de la fruita que té el mateix nom, que prové del llatí ceresea.
Una mostra del color cirera:

## Usos
- Color d'algunes peces de vestir.

|  |  |